# Hügel-Mehlbeere
Die Hügel-Mehlbeere (Sorbus collina) ist eine Pflanzenart aus der Gattung der Mehlbeeren (Sorbus) innerhalb der Familie der Rosengewächse (Rosaceae).

## Beschreibung

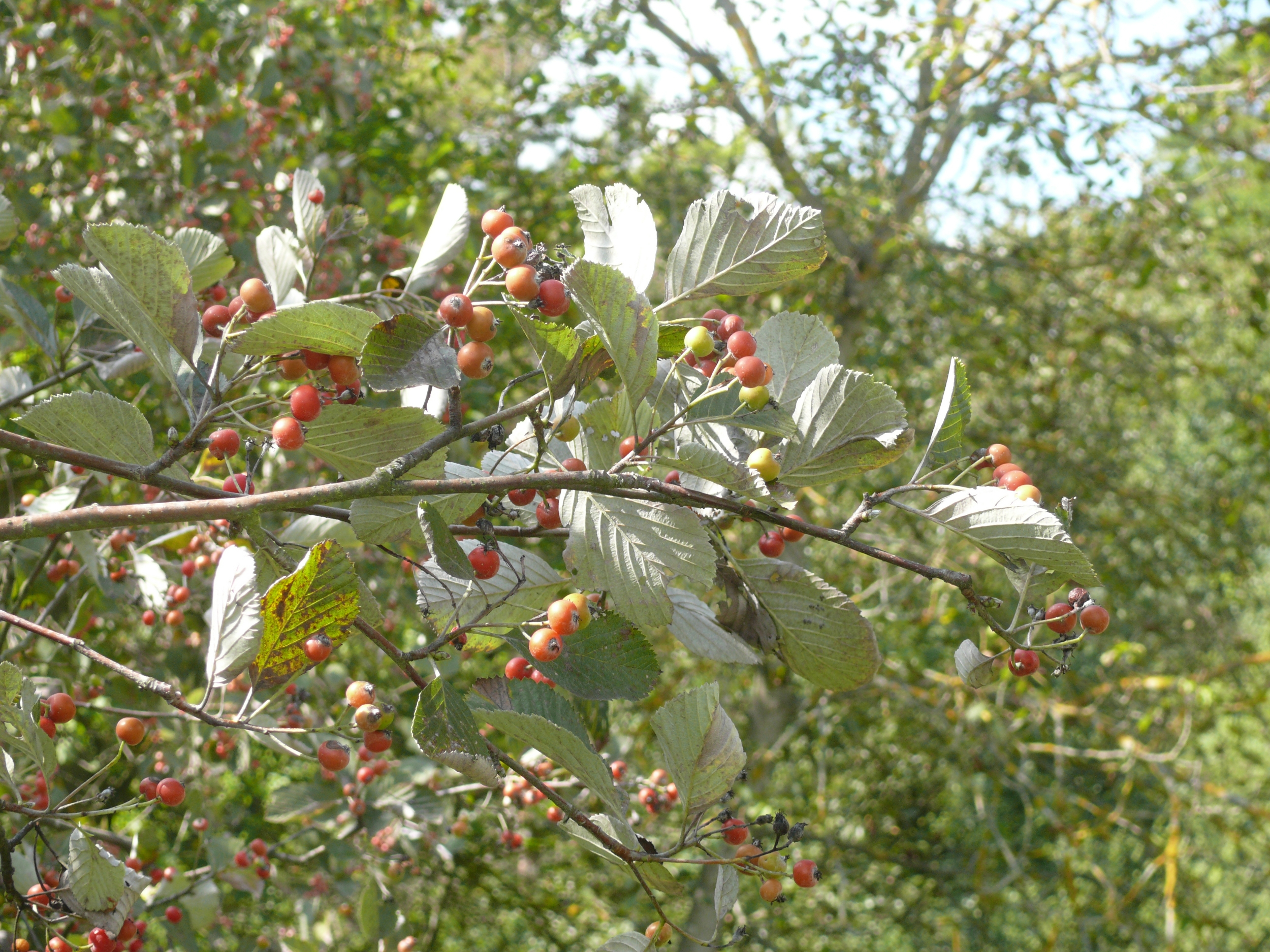
Zweig mit Laubblättern und Früchten

### Vegetative Merkmale
Die Hügel-Mehlbeere ist ein Strauch oder kleiner Baum mit Wuchshöhen von bis zu 18 Metern. Die Rinde ist grau bis dunkelgrau und anfangs glatt.

### Generative Merkmale
Die zwittrige Blüte ist radiärsymmetrisch und fünfzählig mit doppelter Blütenhülle.

## Vergleich mit ähnlichen Arten
Sorbus collina kann von den ebenfalls polyploiden süddeutschen Arten der Tauber-Mehlbeere (Sorbus dubronensis) und der Donau-Mehlbeere (Sorbus danubialis) gut unterschieden werden:
Gegenüber Sorbus collina ist die Tauber-Mehlbeere durch ihre vergleichsweise großen, lanzettlich rhombischen, durchweg zugespitzten Laubblätter von den verkehrt-eiförmigen, wesentlich geringer zugespitzten Laubblättern abtrennbar. Die breiteste Blattstelle liegt bei Sorbus dubronensis deutlich zur Blattbasis verschoben, während bei Sorbus collina die breiteste Blattstelle in der Mitte des Blattes liegt. Ferner zeigt Sorbus dubronensis einen deutlich spitzeren Winkel an der Blattbasis, tiefere Positionen der maximalen Einschnitte am Blatt, größere Zahnbreite und Anzahl der Nerven. Während die Blattspitze der Tauber-Mehlbeere gerade zuläuft und zugespitzt ist, läuft sie bei der Hügel-Mehlbeere bogenförmig stumpf zu und wird meistens von einem sehr kleinen Spitzchen gekrönt. Die Blattform der Hügel-Mehlbeere erinnert an einen Tennisschläger. Damit ist sie auch gut von „Sorbus dubronensis“ abtrennbar. Die Echte Mehlbeere (Sorbus aria s. str.) der Schwäbischen und Fränkischen Alb, des Schwarzwaldes und aus Thüringen ist diploid. Entgegen der Echten Mehlbeere im engeren Sinne ist Sorbus collina eine derbblättrige Aria-Sippe.
In Baden-Württemberg (und wohl auch in Bayern) bildet die Hügel-Mehlbeere triploide Bastarde mit der Echten Mehlbeere.

## Vorkommen
Die Hügel-Mehlbeere besiedelt in Deutschland in einem ihrer größten Teilareale die gesamte Frankenalb bis zum Ries (Bayern). Diese Sippe hat mehrere weitere Teilareale in Tschechien und Österreich, wo sie im Waldviertel und im Salzburger Land vorkommt und von dort an bisher einer Stelle an der Salzach bei Burghausen auf Bayern übergreift. Das übrige bayerische Areal liegt in der Frankenalb von Lichtenfels im Norden über die ganze Nördliche und Mittlere Frankenalb etwa bis zum Ries, wobei die westlichsten Vorkommen morphologisch leicht abweichen (aufrechterer Wuchs, stärkere Lappung), genetisch aber nur gering unterschieden sind. Bemerkenswert ist der homogene Charakter der Sippe in Böhmen und Mähren, während ihre innere Sippenstruktur in Bayern recht komplex erscheint.
Die Hügel-Mehlbeere kommt in der Regel auf Weißjura (Ausnahme: Grafenwinn, ein Ortsteil von Regenstauf auf Silikat) in Höhenlagen von 200 bis 620 Metern vor. Sie ist mit Liguster (Ligustrum vulgare) und Bastarden aus dem Bereich von Sorbus latifolia  s. l. vergesellschaftet. Besiedelt werden Fels- und Gebüschmäntel der Kalk- und Dolomitfelsen, Waldränder und Kiefernwälder, wie auch freistehende Lesesteinhaufen auf der bayrischen Jura-Hochfläche.

## Systematik
Sorbus collina gehört zur Mehlbeeren-Untergattung Aria Pers. Sie besitzt einen tetraploiden Chromosomensatz und bildet mit der Elsbeere (Sorbus torminalis) und der Vogelbeere fixierte Bastarde (Sorbus aucuparia). Beispiele hierfür sind Gaucklers Mehlbeere (Sorbus gauckleri), Gößweinsteiner Mehlbeere (Sorbus pulchra) und Hersbrucker Mehlbeere (Sorbus pseudothuringiaca).
Ein Synonym für Sorbus collina ist Aria collina.

### Entdeckung und Namensgebung
Es ist schon lange bekannt, dass die Mehlbeeren der Untergattung Aria der Frankenalb von denen des Main-Tauber-Gebietes und der Arten des Schwarzwaldes abweichen. Auch haben sie keine Ähnlichkeit mit der in Bayern vorkommenden Donau-Mehlbeere. Für Deutschland wurde die Hügel-Mehlbeere zunächst als Bastard zwischen Sorbus graeca s. l. und Sorbus danubialis angesehen und als Sorbus pannonica kartiert.
Ein Abgleich mit Pflanzenexemplaren aus Tschechien, Ungarn und Österreich ergab, dass diese Mehlbeeren identisch sind. Die Erstbeschreibung erfolgte 2015 durch Martin und Petr Lepší sowie Norbert Meyer.
Das Artepitheton collina für „Hügel“ geht auf die Hauptverbreitung dieser Art in den Mittelgebirgen zurück. Der Holotypusbeleg der Hügel-Mehlbeere wird im Central-Museum Bohemia (CB) in Prag aufbewahrt.

## Gefährdung und Schutzverantwortung
Die Rote Liste der Farn- und Blütenpflanzen Deutschlands bewertet die Vorkommen von Sorbus collina für Deutschland als gefährdet.